# 相生村 (愛媛県)
相生村（あいおいむら）は、愛媛県喜多郡にあった村。現在の大洲市の北部、予讃線・伊予出石駅の周辺にあたる。

## 地理
- 山岳：足山、斎藤山、鼻欠山
- 河川：肱川、大和川

## 歴史
- 1889年（明治22年）12月15日 - 町村制の施行により、穂積村および上老松村の大部分・下須戒村の一部（都梅・峰大越・小田際を除く）の区域をもって発足。
- 1922年（大正11年）4月1日 - 豊茂村と合併して大和村が発足。同日相生村廃止。

## 経済
農業
『大日本篤農家名鑑』によれば相生村の篤農家は、「西田吉三郎、大野甚吉、松本宗太郎」などである。

## 交通

### 鉄道路線
- 愛媛鉄道
  - 愛媛鉄道線（現・予讃線）
    - 上老松駅（現・伊予出石駅）